# Cultura di Majiayao

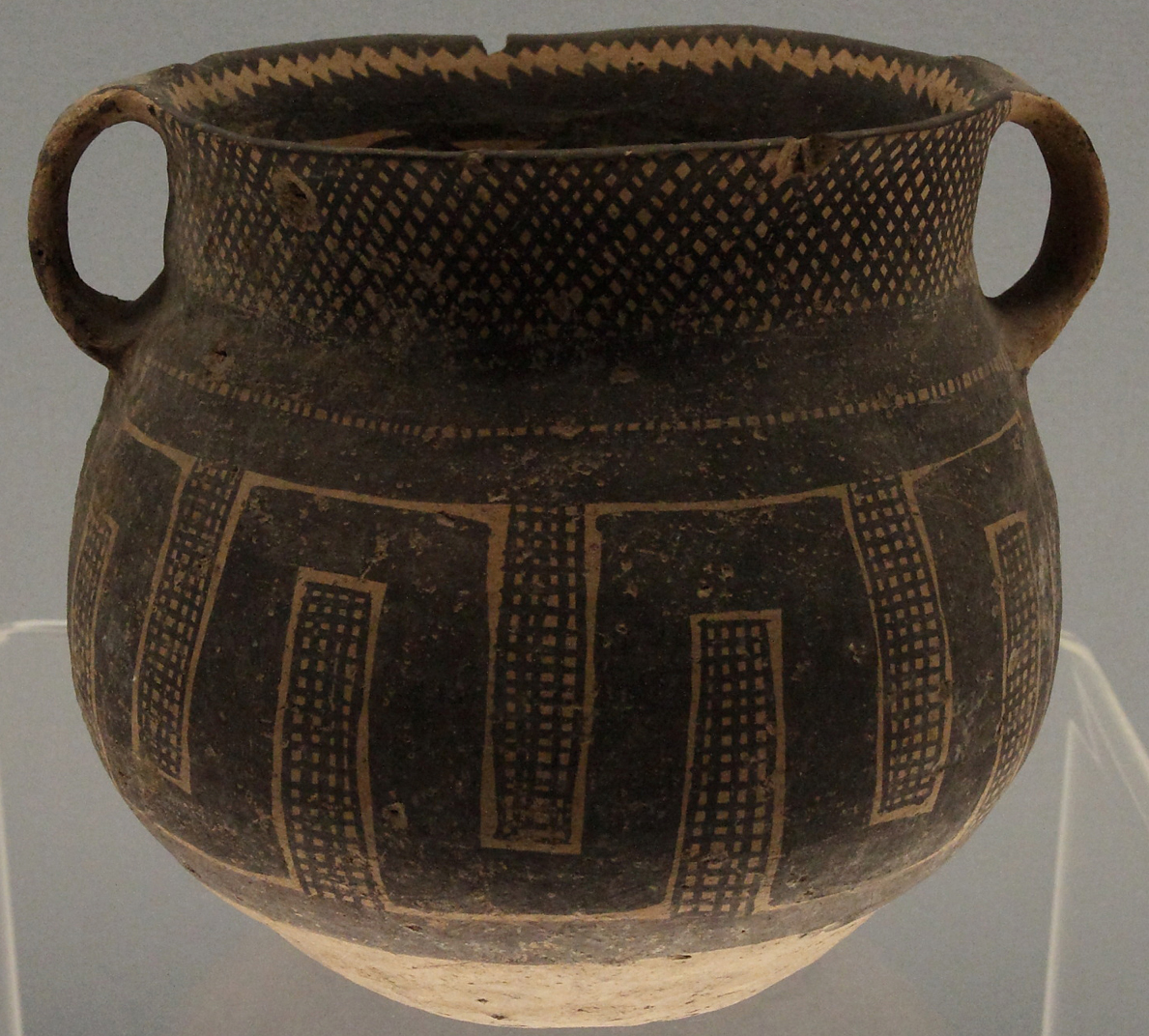
Giara in ceramica dipinta della cultura di Majiayao, circa 2200-2000 a.C. (Museo di Shanghai)

Cultura di Majiayao (cinese tradizionale = 馬家窰文化, semplificato = 马家窑文化, pinyin = Mǎjiāyáo wénhuà) è il nome dato dagli archeologi ad un gruppo di comunità neolitiche stanziate principalmente lungo il corso superiore del Fiume Giallo, nelle provincie di Gansu e Qinghai, in Cina, tra il 3100 a.C. e il 2000 a.C..

Per lungo tempo è stata considerata come la fase di Majiayao della cultura di Yangshao ed è anche conosciuta come cultura di Gansu.
Nel suo procedere verso ovest si sviluppò in una successione cronologica di fasi note come Shilingxia, Majiayao, Banshan e Machang.
Il nome della cultura deriva dal fatto che le prime scoperte di oggetti in rame e bronzo avvennero nel 1923 nel sito di Majiayao, nel distretto di Lintao (临洮县), nella provincia di Gansu.

## Ritrovamenti
A partire dagli anni 1980 sono stati trovati circa 1600 luoghi di sepoltura.
Dai resti ritrovati nelle tombe e dallo stile abbastanza ricercato nell'abbigliamento dei morti, sembra che ci fosse una certa eguaglianza tra i due sessi, almeno nella fase iniziale. Successivamente gli uomini e le donne cominciarono ad essere interrati in modo separato e ciascuno con gli oggetti che ne qualificavano il genere. Gli uomini pertanto erano sepolti con gli utensili necessari al lavoro nei campi, mentre le donne venivano sepolte con gli strumenti per la filatura e con il vasellame.
Si pensa che la società Majiayao sia passata da una iniziale organizzazione matriarcale ad una patriarcale verso la fine della sua esistenza.

## Galleria d'immagini
|  |  |  |